# Stenocephalemys albipes
Stenocephalemys albipes é uma espécie de roedor da família Muridae.
Pode ser encontrada nos seguintes países: Eritreia e Etiópia.
Os seus habitats naturais são: regiões subtropicais ou tropicais húmidas de alta altitude e matagal tropical ou subtropical de alta altitude.